# Bőcs
Bőcs là một thị trấn thuộc hạt Borsod-Abaúj-Zemplén, Hungary. Thị trấn này có diện tích 24,32 km², dân số năm 2010 là 2785 người, mật độ 115 người/km².